# Jean Chassagne (rugby à XV)
Pour les articles homonymes, voir Jean Chassagne et Chassagne.
Pas d'image ? Cliquez ici

a Compétitions nationales et continentales officielles uniquement.

b Matchs officiels uniquement.
Jean Chassagne, né le 7 mai 1914 à Avèze (France) et mort le 20 janvier 1994 à Beaumont (France), est un joueur international français de rugby à XV évoluant aux postes de demi d'ouverture et de centre à l'AS Montferrand durant sa carrière.
De 1934 à 1948, il évolue avec l'AS Montferrand. Avec ce club, il dispute sept finales toutes compétitions confondues mais il ne remporte que le Challenge Yves du Manoir en 1938. En 1938, il connaît son unique sélection en équipe de France aux côtés de son coéquipier de l'ASM Pierre Thiers. Après l'arrêt de sa carrière sportive, il est dirigeant au sein de son club.

## Biographie

### Débuts à l'AS Montferrand, unique cape en équipe de France et victoire dans le Challenge Yves du Manoir
Jean Chassagne naît le 7 mai 1914 à Avèze dans le département français du Puy-de-Dôme,,.
À partir de la saison 1934-1935, il fait ses débuts avec l'équipe première du club de rugby à XV de l'AS Montferrand (ASM). Dès cette première saison, jouant au poste de demi d'ouverture, il dispute les finales du Challenge Yves du Manoir en étant associé à Gabriel Clément mais son club s'incline contre l'USA Perpignan lors de la deuxième finale, où il livre une très bonne prestation, la première ayant abouti sur un score nul 3 partout.
La saison suivante, en Championnat de France son club de qualifie jusqu'en demi-finale de la compétition. Lors de cette rencontre contre les favoris de l'Aviron bayonnais, il se montre décisif en inscrivant un doublé et l'ASM s'impose 10 à 3. Qualifié en finale pour la première fois de son histoire, Jean Chassagne est titulaire durant ce match, associé à Pierre Thiers à la charnière, mais son club s'incline 6 à 3 face au RC Narbonne,,.
Durant la saison 1936-1937, l'AS Montferrand se rend une nouvelle fois jusqu'en finale du Championnat de France, cette fois-ci face au CS Vienne. De nouveau titulaire et inscrivant un drop, son équipe perd encore la finale, sur le score de 13 à 7,. Il est cité parmi les meilleurs joueurs montferrandais durant ce match.
Le 27 mars 1938, il connaît son unique cape internationale avec l'équipe de France contre l'Allemagne,. Titulaire au poste de demi d'ouverture et étant associé à son coéquipier de l'AS Montferrand Pierre Thiers, la France s'incline sur le score de 3 à 0. Puis, finalement, il remporte son premier titre en club en cette fin de saison 1937-1938 en gagnant le Challenge Yves du Manoir après avoir triomphé de l'USA Perpignan par 23 à 10. Il contribue grandement à cette victoire avec son coéquipier de la charnière Pierre Thiers,,. Le mois suivant, il dispute la demi-finale du Championnat de France mais l'AS Montferrand est éliminée sur le score de 3 à 0 par le Biarritz olympique, mettant un terme à la saison des Auvergnats

### Coupure dû à la Seconde Guerre mondiale, plusieurs finales disputées et fin de carrière sportive
L'ASM ne disputant plus de matchs officiels à partir de la saison 1939-1940, en raison de la Seconde Guerre mondiale, Jean Chassagne joue toutefois avec la sélection Centre-Auvergne lors de la saison 1941-1942, participant à la Coupe nationale en zone sud non occupée. En février 1942, il aide sa sélection à battre leurs homologues de Pyrénées-Béarn-Bigorre 6 à 3 en inscrivant un essai. Deux mois plus tard, il est finaliste de la zone sud mais son équipe s'incline 16 à 9 contre la sélection Littoral-Provence.
Dès la saison 1942-1943, il effectue son retour sur les terrains en compétitions officielles en même temps que son club. En début d'année 1943, il inscrit un essai durant la victoire 16 à 4 contre le SC Tulle en trente-deuxième de finale de la Coupe de France. Son club est ensuite éliminé en huitième de finale par le FC Lyon. En mars, il dispute la finale de la zone non occupée du Championnat de France contre le SU Agen mais l'ASM s'incline 8 à 3.
Jean Chassagne et son club disputent une nouvelle finale en 1944-1945 dans le cadre de la Coupe de France. Ils s'inclinent d'un point 14 à 13, à nouveau contre le SU Agen, dans un match qu'il dispute au poste inhabituel d'arrière.
Deux saisons plus tard, il dispute une nouvelle finale de Coupe de France. Titulaire au poste de centre, son club s'incline une nouvelle fois, cette fois-ci contre le Stade toulousain par 14 à 11.
La saison 1947-1948 est sa dernière disputée en équipe première de l'AS Montferrand. Au total, il prend part à 164 matchs avec son club et dispute sept finales,. Après l'arrêt de sa carrière de joueur, il s'investit au sein du club en intégrant notamment la commission rugby avec ses anciens coéquipiers Charles Liausu, Joseph Marmayou, André Rochon, Noël Rochat et Maurice Savy, ainsi que son entraîneur André Francquenelle.
Dans la vie civile, il est militaire puis tient un bar-tabac à Clermont-Ferrand,.
Jean Chassagne meurt le 20 janvier 1994 à Beaumont dans le Puy-de-Dôme,.

## Style de jeu
Jean Chassagne est un joueur polyvalent évoluant principalement aux postes de demi d'ouverture et de centre, pouvant également jouer à l'arrière. Doté d'un bon jeu au pied, d'une bonne vision de jeu, de très bonnes qualités de vitesse et d'évitement en attaque, il est un joueur important et titulaire pendant l'intégralité de ses saisons à l'AS Montferrand, formant notamment une charnière performante avec son coéquipier le demi de mêlée international français Pierre Thiers,.

## Statistiques

### En club
- 164 matchs joués avec l'AS Montferrand de 1934 à 1948[2].
- 215 points inscrits soit 26 essais, deux pénalités, deux transformations et 25 drops.

### En équipe nationale
Jean Chassagne compte une cape en équipe de France le 27 mars 1938 contre l'équipe d'Allemagne. Il n'inscrit aucun point.
| Année | Compétition | Matchs | Points | Essais |
| ----- | ----------- | ------ | ------ | ------ |
| 1938  | Test matchs | 1      | -      | -      |
| Total | Total       | 1      | 0      | 0      |

## Palmarès

### En club
- Finaliste du Challenge Yves du Manoir en 1935 avec l'AS Montferrand.
- Finaliste du Championnat de France en 1936 et 1937 avec l'AS Montferrand.
- Vainqueur du Challenge Yves du Manoir en 1938 avec l'AS Montferrand.
- Finaliste de la zone sud du Championnat de France en 1943 avec l'AS Montferrand.
- Finaliste de la Coupe de France en 1945 et 1947 avec l'AS Montferrand.

### En sélection régionale
- Finaliste de la zone sud de la Coupe nationale en 1942 avec la sélection Centre-Auvergne.